# Championnats du monde d'escrime 2001
Navigation
Édition précédente Édition suivante
Les Championnats du monde d'escrime 2001 se sont tenus du 26 octobre au 1er novembre à Nîmes (France). La compétition s'est déroulée aux arènes de Nîmes.

## Médaillés
| Épreuves           | Or                                                                                   | Argent                                                                             | Bronze                                                                         |
| ------------------ | ------------------------------------------------------------------------------------ | ---------------------------------------------------------------------------------- | ------------------------------------------------------------------------------ |
| Épée               |                                                                                      |                                                                                    |                                                                                |
| Hommes individuel  | Paolo Milanoli                                                                       | Basil Hoffmann                                                                     | Fabrice Jeannet Oliver Lücke                                                   |
| Hommes par équipes | Hongrie- Krisztián Kulcsár - Iván Kovács - Géza Imre - Attila Fekete                 | Estonie- Kaido Kaaberma - Nikolai Novosjolov - Sergey Vaht - Meelis Loit           | France- Fabrice Jeannet - Hugues Obry - Rémy Delhomme - Jérôme Jeannet         |
| Femmes individuel  | Claudia Bokel                                                                        | Laura Flessel-Colovic                                                              | Maria Isaksson Gianna Hablützel-Bürki                                          |
| Femmes par équipes | Russie- Tatiana Logunova - Anna Sivkova - Maria Mazina - Tatiana Fachrutdinova       | Allemagne- Gianna Hablützel-Bürki - Sophie Lamon - Diana Romagnoli - Tabea Steffen | Italie- Cristiana Cascioli - Margherita Zalaffi - Elisa Uga - Veronica Rossi   |
| Fleuret            |                                                                                      |                                                                                    |                                                                                |
| Hommes individuel  | Salvatore Sanzo                                                                      | Loïc Attely                                                                        | Brice Guyart Franck Boidin                                                     |
| Hommes par équipes | France- Brice Guyart - Loïc Attely - Jean-Noël Ferrari - Franck Boidin               | Pologne- Adam Krzesiński - Sławomir Mocek - Tomasz Ciepły - Piotr Kiełpikowski     | Cuba- Elvis Gregory - Oscar García - Raúl Perojo - Eddy Patterson              |
| Femmes individuel  | Valentina Vezzali                                                                    | Sabine Bau                                                                         | Roxana Scarlat Ekaterina Youcheva                                              |
| Femmes par équipes | Italie- Giovanna Trillini - Valentina Vezzali - Diana Bianchedi - Frida Scarpa       | Russie- Ekaterina Youcheva - Svetlana Boyko - Olga Lobintseva - Yuliya Khakimova   | États-Unis- Erinn Smart - Ann Marsh - Iris Zimmermann - Felicia Zimmermann     |
| Sabre              |                                                                                      |                                                                                    |                                                                                |
| Hommes individuel  | Stanislav Pozdniakov                                                                 | Julien Pillet                                                                      | Mathieu Gourdain Rafal Sznajder                                                |
| Hommes par équipes | Russie- Stanislav Pozdniakov - Aleksey Frosin - Sergey Sharikov - Aleksey Diatchenko | Hongrie- Domonkos Ferjancsik - Kende Fodor - Balázs Lengyel - Zsolt Nemcsik        | Roumanie- Mihai Covaliu - Florin Zalomir - Florin Lupeică - Dan Găureanu       |
| Femmes individuel  | Anne-Lise Touya                                                                      | Ilaria Bianco                                                                      | Elena Jemayeva Gioia Marzocca                                                  |
| Femmes par équipes | Russie- Elena Nechaeva - Natalia Makeeva - Irina Bazhenova - Elizaveta Gorst         | Roumanie- Andrea Pelei - Cătălina Gheorghițoaia - Irina Draghici                   | Allemagne- Sandra Benad - Sabine Thieltges - Doren Haentsch - Stefanie Kubissa |

## Tableau des médailles
| Rang | Nation      | Or | Argent | Bronze | Total |
| ---- | ----------- | -- | ------ | ------ | ----- |
| 1    | Italie      | 4  | 1      | 1      | 6     |
| 2    | Russie      | 4  | 1      | 1      | 6     |
| 3    | France      | 2  | 3      | 5      | 10    |
| 4    | Allemagne   | 1  | 1      | 2      | 4     |
| 5    | Hongrie     | 1  | 1      | 1      | 3     |
| 6    | Suisse      | 0  | 2      | 1      | 3     |
| 7    | Roumanie    | 0  | 1      | 2      | 3     |
| 8    | Pologne     | 0  | 1      | 1      | 2     |
| 9    | Estonie     | 0  | 1      | 0      | 1     |
| 10   | Azerbaïdjan | 0  | 0      | 1      | 1     |
| 11   | Cuba        | 0  | 0      | 1      | 1     |
| 12   | États-Unis  | 0  | 0      | 1      | 1     |
| 13   | Suède       | 0  | 0      | 1      | 1     |